# جراحة استبقاء العصب
جراحة استبقاءالعصب (Nerve-sparing surgery) هي نوع من الجراحة يتم فيها محاولة إنقاذ الأعصاب بالقرب من الأنسجة المنزوعة.
يشيع تطبيق هذه الجراحة في الاستئصال الجذري للبروستاتا خلف العانة (radical retropubic prostatectomy) الذي يتعرف فيه الجرّاحون على الأعصاب الكهفيّة القضيبية (cavernous nerves of penis) بالنظر أو بعمل اختبار تشخيصي باستخدام مِخطاط تحَجُّم قضيبي (penile plethysmograph) كهربي محفّز للتحقق من وجود الأعصاب. هذه الطريقة ثنائية الجانب تحاول أن تستبقي الأعصاب الموجودة على جانبي البروستاتا. الطريقة أحادية الاتجاه خاصةٌ بجانبٍ واحدٍ فقط لأنه عادةً ما ينتشر سرطان البروستاتا ويمنع طريقة استبقاء الأعصاب ثنائية الجانب.

## وصلات خارجية
- Nerve-sparing surgery entry in the public domain NCI Dictionary of Cancer Terms